# Pittsfield (Massachusetts)
Pittsfield ist die größte Stadt in Berkshire County, Massachusetts, Vereinigte Staaten. Das U.S. Census Bureau hat bei der Volkszählung 2020 eine Einwohnerzahl von 43.927 ermittelt. Sie ist County Seat von Berkshire County und eine der größeren Städte im westlichen Massachusetts. Hier befindet sich das Berkshire Museum.

## Demografie
Pittsfield ist die bevölkerungsreichste Stadt im Berkshire County. Die bei der Volkszählung im Jahr 2000 ermittelten 45.793 Einwohner lebten in 19.704 Haushalten; darunter waren 11.822 Familien. Die Bevölkerungsdichte betrug 434 pro km². Im Ort wurden 21.366 Wohneinheiten erfasst. Unter der Bevölkerung waren 92,58 % Weiße, 3,66 % Afroamerikaner, 0,14 % amerikanische Indianer, 1,16 % Asiaten und 0,81 % von anderen Ethnien; 1,64 % gaben die Zugehörigkeit zu mehreren Ethnien an.
Unter den 19.704 Haushalten hatten 27,3 % Kinder unter 18 Jahren; 34,0 % waren Single-Haushalte. Die durchschnittliche Haushaltsgröße war 2,26, die durchschnittliche Familiengröße 2,89 Personen.
Die Bevölkerung verteilte sich auf 23,2 % unter 18 Jahren, 6,9 % von 18 bis 24 Jahren, 28,3 % von 25 bis 44 Jahren, 23,0 % von 45 bis 64 Jahren und 18,6 % von 65 Jahren oder älter. Der Median des Alters betrug 40 Jahre.
Der Median des Haushaltseinkommens betrug 35.655 $, der Median des Familieneinkommens 46.228 $. Das Pro-Kopf-Einkommen in Pittsfield betrug 20.549 $. Unter der Armutsgrenze lebten 11,4 % der Bevölkerung.

## Wirtschaft
Im Ort befinden sich Produktionsstandorte von Neenah, Paper und General Dynamics.

## Städtepartnerschaften
- Ballina, County Mayo in Irland, seit 1998
- Cava de’ Tirreni in Italien, seit 1986

## Persönlichkeiten
In Pittsfield geborene Personen
- William Miller (1782–1849), baptistischer Prediger
- Henry H. Childs (1783–1868), Politiker
- Timothy Childs (1785–1847), Politiker
- John C. Clark (1793–1852), Jurist und Politiker
- Daniel Parkhurst Leadbetter (1797–1870), Politiker
- Thomas Allen (1813–1882), Politiker
- Julie Hart Beers (1834–1913), Landschaftsmalerin
- Thomas Jonathan Burrill (1839–1916), Botaniker und Phytopathologe
- Theodore Ayrault Dodge (1842–1909), Offizier der Union im Amerikanischen Bürgerkrieg und Militärhistoriker
- Francis W. Rockwell (1844–1929), Politiker
- Douglas Volk (1856–1935), Maler
- Edgar Zell Steever (1915–2006), Bildhauer und Medailleur
- John James Rudin (1916–1995), römisch-katholischer Ordensgeistlicher, Bischof von Musoma
- Silvio O. Conte (1921–1991), Politiker
- Charles McCarry (1930–2019), Redenschreiber für Präsident Dwight D. Eisenhower, CIA-Mitarbeiter und Autor
- Cynthia Schira (* 1934), Textilkünstlerin, Künstlerin und Kunstlehrerin
- Larry Bossidy (1935–2025), Manager und Autor
- Mary Ann Glendon (* 1938), Juristin (2008–2009 Botschafterin der Vereinigten Staaten beim Heiligen Stuhl)
- Frank W. Warner (* 1938), Mathematiker
- Nancy Graves (1939–1995), Bildhauerin, Malerin und Filmemacherin
- William H. Dobelle (1941–2004), Mediziner
- Brian Piccolo (1943–1970), American-Football-Spieler
- Elaine Giftos (* 1945), Schauspielerin und Tänzerin
- Philip Marchand (* 1946), Journalist und Schriftsteller
- Webster Tarpley (* 1946), Journalist und Autor
- Frank Kendall (* 1949), Rüstungsexperte, politischer Beamter
- Robin Thomas (* 1949), Schauspieler
- Steven Zaloga (* 1952), Militärhistoriker
- Martha Coakley (* 1953), Juristin (2007–2015 Attorney General des Bundesstaates Massachusetts)
- David Gordon White (* 1953), Religionswissenschaftler, Hochschullehrer und Autor
- Adrian Pasdar (* 1965), Schauspieler
- Pat Fallon (* 1967), Politiker
- Kristina Sabasteanski (* 1969), Biathletin
- Heidi Voelker (* 1969), Skirennläuferin
- Krista Schmidinger (* 1970), Skirennläuferin
- Emily Robison (* 1972), Musikerin
- Elizabeth Banks (* 1974 als Elizabeth Maresal Mitchell ), Schauspielerin
- Christopher Mazdzer (* 1988), Rennrodler
- Beth Levison (* 20. Jahrhundert), Dokumentarfilmerin
- Caitrin Rogers (* 20. Jahrhundert), Filmproduzentin und Filmeditorin

In Pittsfield wirkende Personen

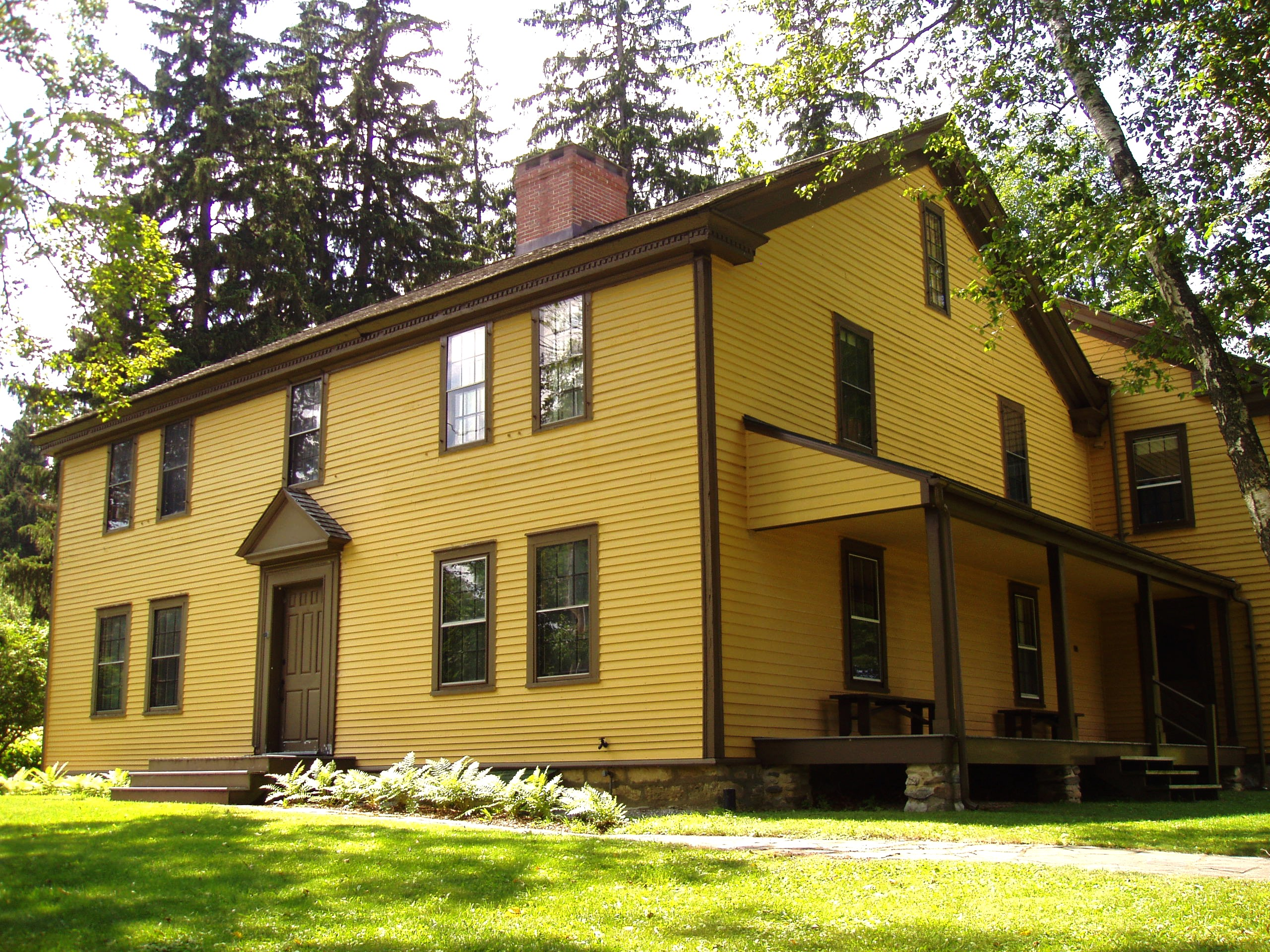
Herman Melvilles Arrowhead

- George N. Briggs (1796–1861), von 1844 bis 1851 Gouverneur des Bundesstaates Massachusetts, zog 1843 nach Pittsfield, wo er 1861 auch umkam.
- Herman Melville (1819–1891), lebte 1850 bis 1863 auf dem Hof Arrowhead, wo er unter anderem Moby Dick verfasste.[3]
- Elizabeth Sprague Coolidge (1864–1953), rief 1919 das Berkshire Music Festival ins Leben.

In Pittsfield begrabene Personen
- Armand V. Feigenbaum, US-amerikanischer Ökonom